# Amphioxiformes
Ordre
Les Amphioxiformes sont un ordre d'animaux du sous-embranchemente des Cephalochordata.

## Liste des familles
Selon BioLib (7 décembre 2024) :
- Branchiostomatidae Bonaparte, 1846

## Systématique
Le nom valide complet (avec auteur) de ce taxon est Amphioxiformes.
Le WoRMS ne reconnait pas cet ordre et rattache la famille des Branchiostomatidae à la classe des Leptocardii.